# Paralimnophila aurantiipennis
Paralimnophila aurantiipennis är en tvåvingeart som först beskrevs av Alexander 1923.  Paralimnophila aurantiipennis ingår i släktet Paralimnophila och familjen småharkrankar. Inga underarter finns listade i Catalogue of Life.